# Kőbányai Király Serfőzde Rt.
A Kőbányai Király Serfőzde Rt. egy budapesti söripari vállalat volt a Budapest X. kerületi Maglódi út mentén.

## Története
1867-ben a Károlyi család és néhány terménykereskedő megszerezte az Első Magyar Részvényserfőzde Rt. sörgyára melletti, a Sörgyár utca és a Dülő utca között fekvő üres, 3 hektáros telket. A telek az akkor alapított Király Serfőző és Gőzmalom Rt. tulajdonába került, épületet azonban nem emeltek rajta. Ennek egyik oka az volt, hogy a Király Serfőző elsőként a lipótvárosi sörgyárát kívánta fejleszteni, a másik az akkori pénzügyi válság.
1894-ben a telek egy tőkeerős, gyárosokból, kereskedőkből álló csoport tulajdonába került, akik megalapítva a Kőbányai Király Serfőzde Rt.-t, fejlesztésbe kezdtek. A gyár építése 1896 és 1897 között zajlott, legkésőbb a malátagyár készült el. A telken kutakat fúrtak, leágazó iparvágányt telepítettek. Induláskor 120 munkást foglalkoztatott, gépeit két gőzgép (egy 180, és egy 200 lóerős) hajtotta.
A gyár a negyedik nagy sörgyár volt Kőbányán a Részvény, a Dreher és a Haggenmacher után. Székhelye a Maglódi út 1-3. szám alatt volt, a termelést 1898-ban kezdte meg.
Különféle sörök voltak termékei. Király márkanevű terméke az 1900-as párizsi világkiállításon nagydíjat nyert. Azonban a cég nem bírta a versenyt, és még ebben az évben felszámolás alá került, ami kilenc éven át tartott. A telket és épületeit a Dreher, Részvény, Polgári és Haggenmacher sörgyárakból álló konzorcium szerezte meg, mely Kőbányai Malátagyár Rt. néven innen szolgálta ki alapanyaggal e cégek egységeit.
A gyár telephelyét napjainkban a Dreher Sörgyárak Zrt. használja. A gyár nagy méretű, Maláta utcai oldalához közel fekvő ipari épületét 2019 után bontották el.
A telepnek korábban iparvágány kapcsolata volt Kőbánya felső vasútállomás felé, azonban ezt később elbontották.

## Korabeli térképábrázolások
- 1895-ös térkép
- 1903-as térkép
- 1908-as térkép

## Képtár

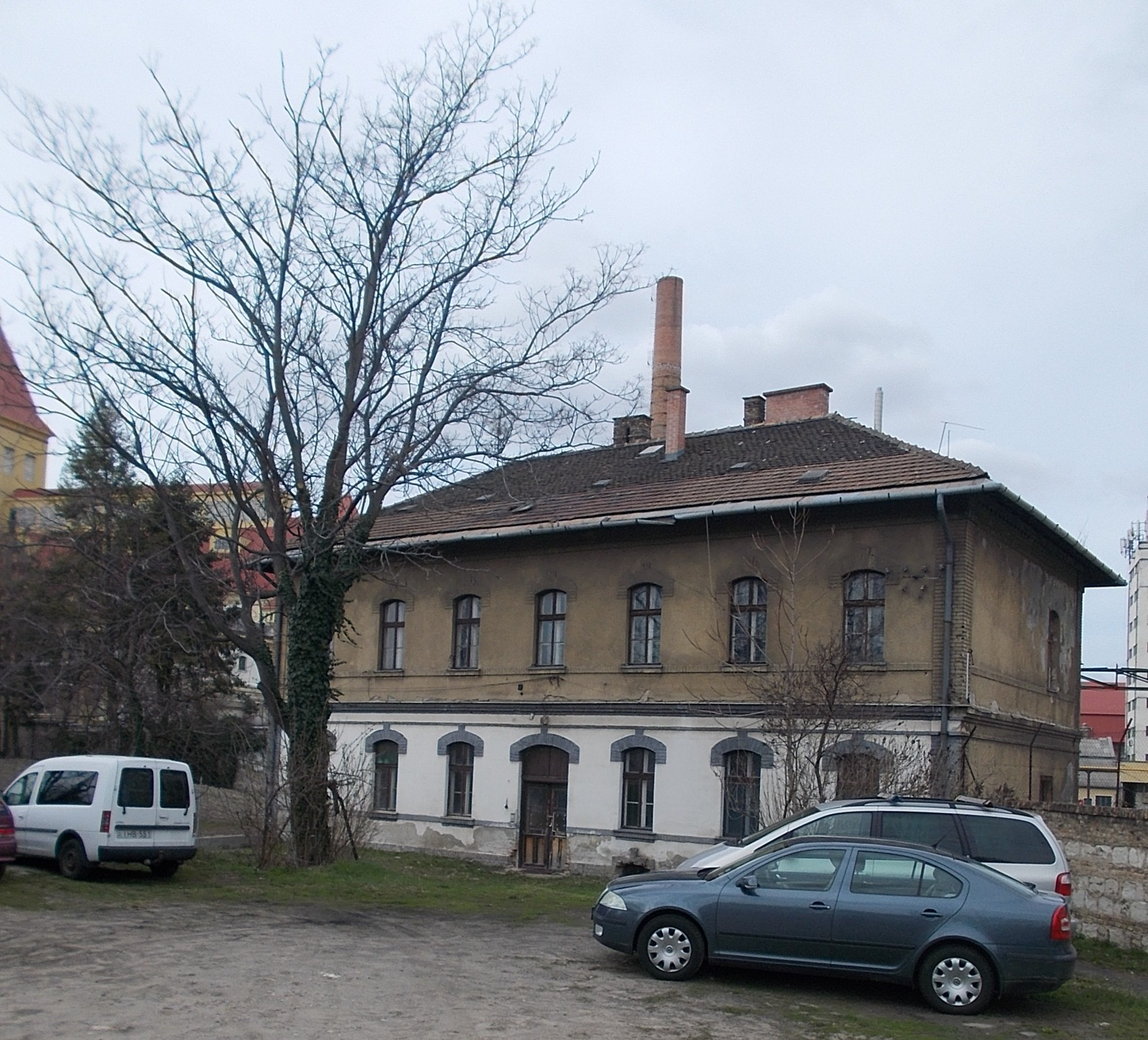
Szolgálati ház
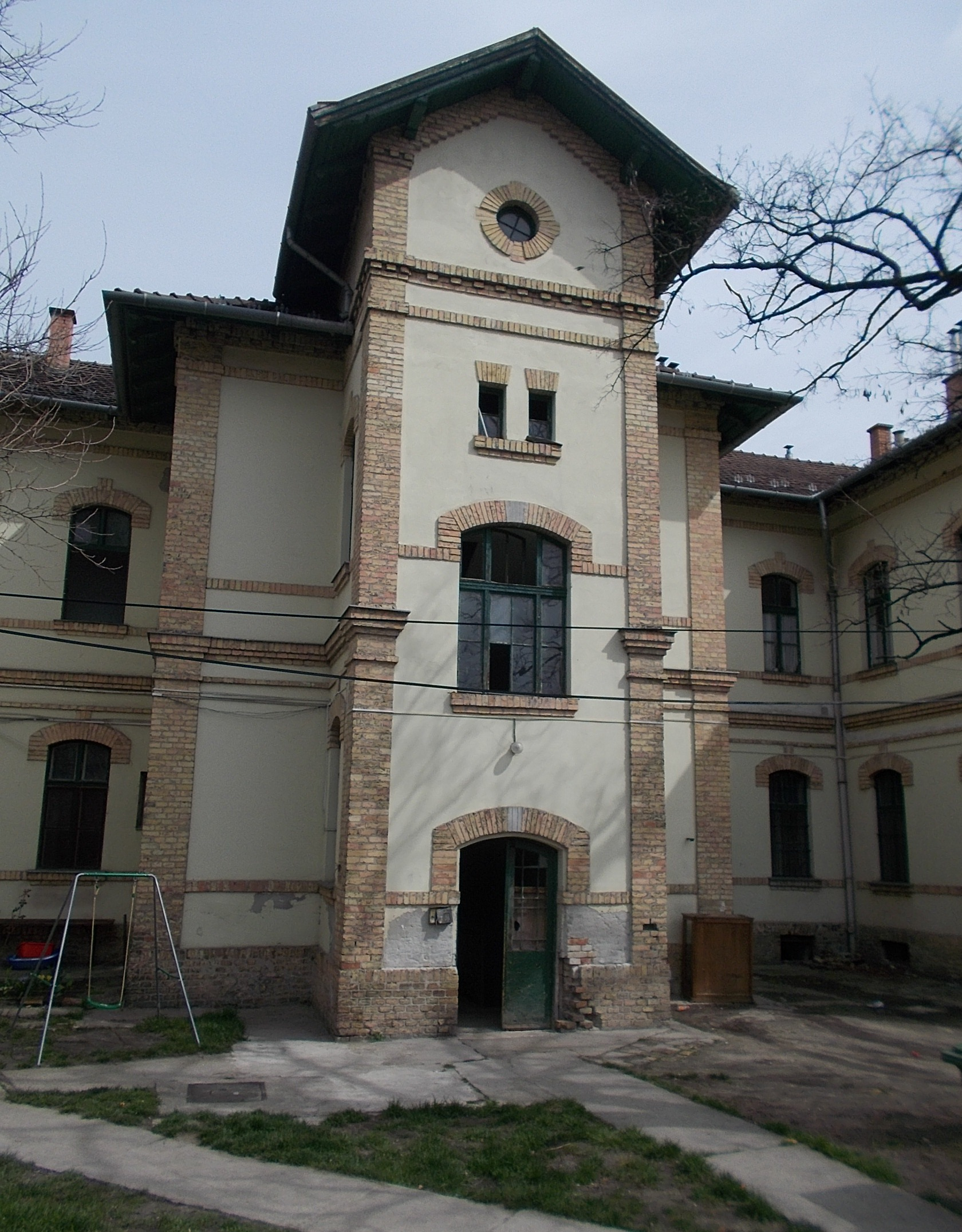
Szolgálati ház
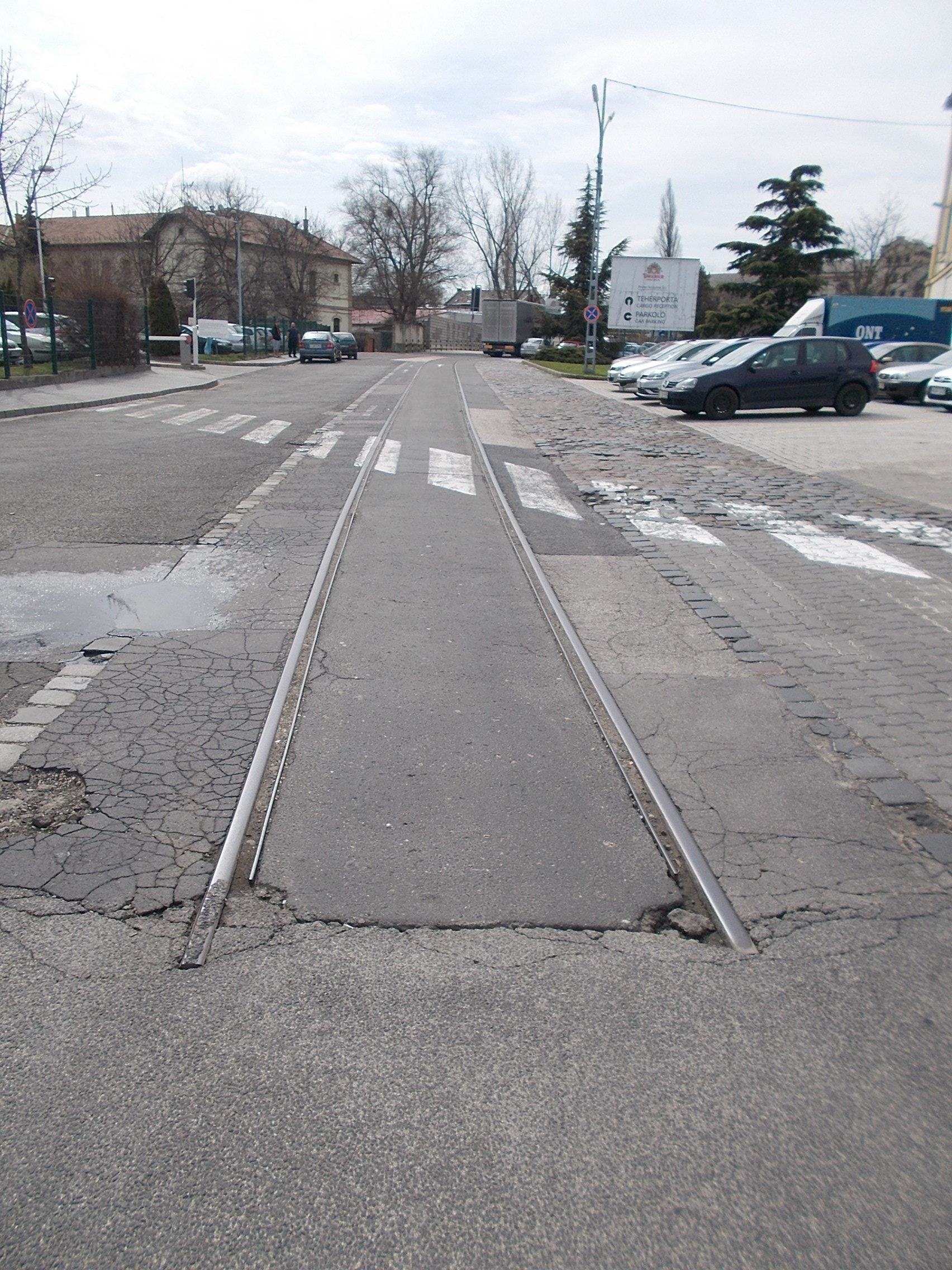
Iparvágány maradványa
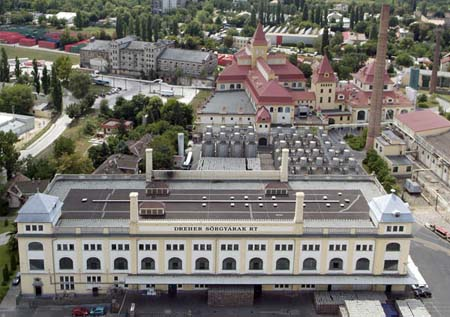
a volt Első Magyar Részvényserfőzde Rt. telephelye, a távolban lévő romos ipari épület viszont a Kőbányai Király Serfőzdéhez tartozott már